# Antijaniridae
Antijaniridae zijn een uitgestorven familie van tweekleppigen uit de orde Pectinida.